# Running Back

O running back/halfback (azul) na tipica Formação I.

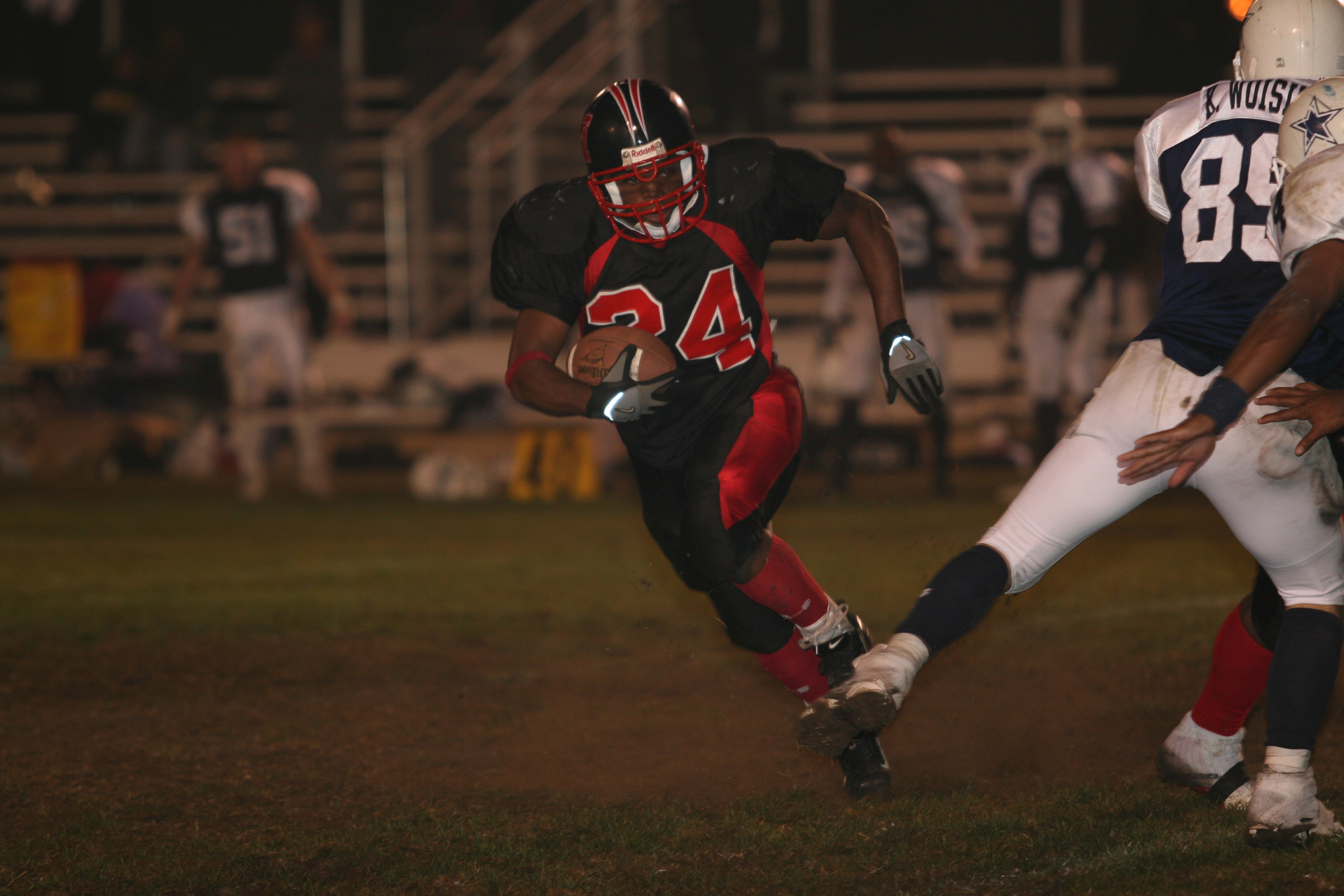
Um running back correndo até a end zone adversária.

O Running Back (RB) é uma posição do futebol americano e futebol canadense que normalmente se alinha no backfield. O principal papel de um running back é correr com a bola que pode ser passada para ele pelo quarterback ou em um snap direto do center, sendo que ele também pode receber e também ajudar no bloqueio.
Normalmente há um ou dois, ou até mais, running backs no campo durante a jogada, dependendo da formação do ataque. Um running back também pode ser um halfback (HB) (em certos contextos também conhecido como um tailback/TB) ou um fullback (FB). 

## Halfback/Tailback

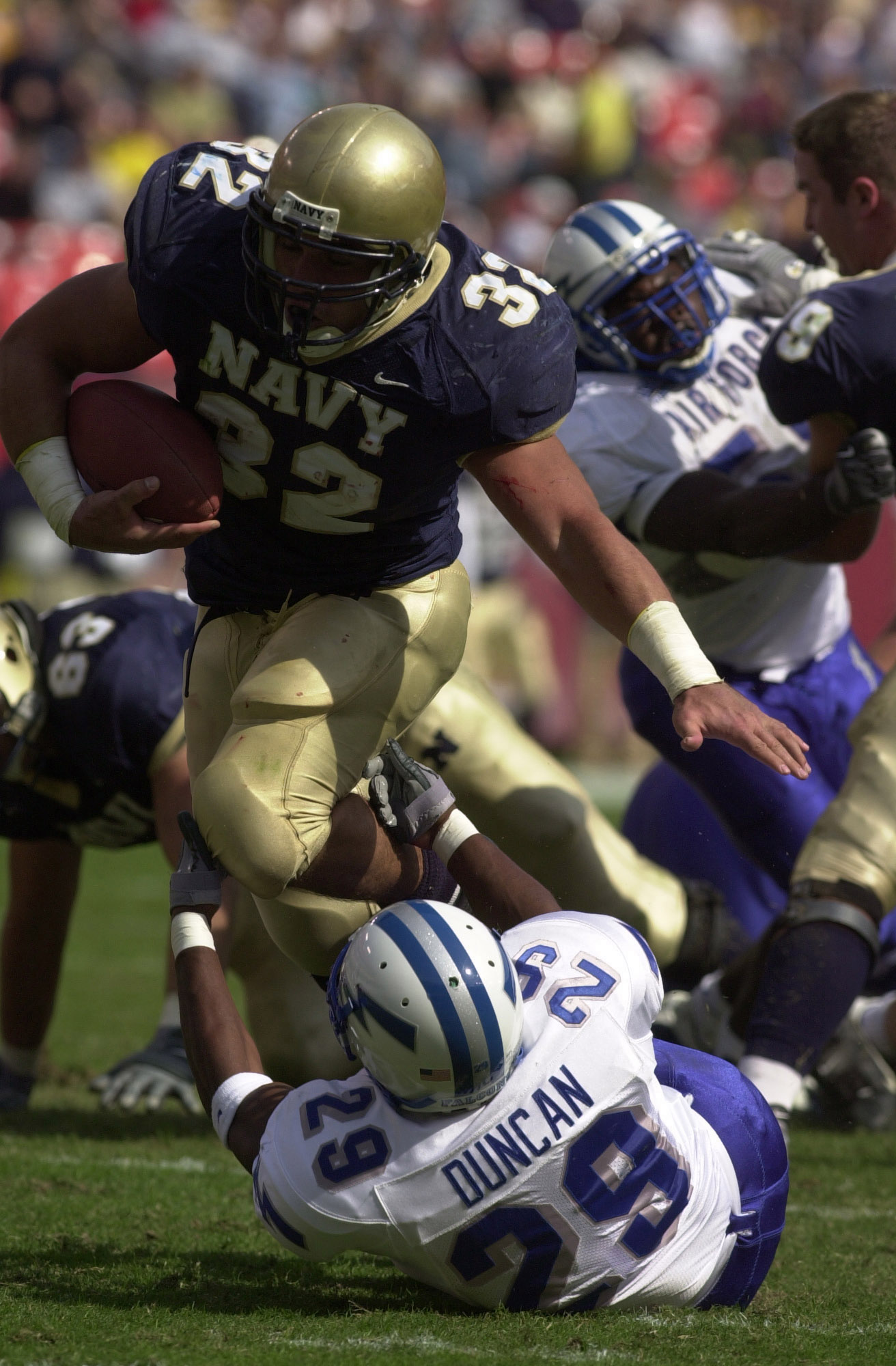
Um Halfback carregando a bola e impedindo que o adversário a pegue

A posição halfback (HB) ou tailback (TB) é responsável por levar a bola na maioria das jogadas em execução e pode ser frequentemente usado como um receptor em jogadas de curta distância.
No jogo moderno, um halfback eficaz deve ter uma mistura de rapidez e agilidade, bem como mãos seguras e boa visão de campo como um Wide-Receiver. Os Quarterbacks dependem de halfbacks como uma de válvula de escape quando os alvos primários estão bem marcados. Ocasionalmente, os halfbacks também se alinham como receptores dependendo da jogada.
Quando na jogada o halfback não está listado para nenhuma dessas funções, a responsabilidade primária desse tipo de jogador é ajudar os ofensive lineman nos bloqueios, para proteger o quarterback ou outro jogador que está carregando a bola.
A diferença entre halfback e tailback está na posição do jogador na formação ofensiva da equipe. Nas formações históricas, o halfback se alinhava aproximadamente entre a linha de scrimmage e o fullback (da mesma forma, quarterbacks alinham a um quarto da distância entre a linha de scrimmage e o fullback). O halfback é geralmente o portador principal da bola da equipe (quando o fullback for um bloqueador), as formações ofensivas modernas posicionam o halfback atrás do fullback, para aproveitar-se das capacidades de bloqueio do fullback . Como resultado, alguns sistemas e playbooks exigirão um tailback em oposição a um halfback.

## Fullback
Na maioria dos times de futebol universitário e profissional, os fullbacks (FB) carregam a bola com pouca freqüência, em vez disso usam seu físico mais forte como "bloqueadores de chumbo". Na maioria das jogadas em execução, o fullback lidera o halfback, tentando bloquear potenciais tackles antes que eles cheguem no portador da bola.
Quando os fullbacks são chamados a levar a bola, a situação geralmente exige ganhar uma pequena quantidade de jardas, pois os fullbacks são jogadores fortes e podem usar seu volume para evitarem ser tackleado cedo.